# البكاؤون السبعة
البكاؤون السبعة هم ثعلبة بن زيد، سالم بن عمير، هرمي بن عمرو، أبو ليلى المازني، سلمة بن صخر، عمرو بن عنمة والعرباض بن سارية وفي بعض الروايات من يقول إن فيهم عبد الله بن المغفل ومعقل بن يسار.

## قصتهم
استنفر الرسولُ ﷺ لغزوة تبوك في وقت شديد الحرّ، والمسلمون مُتْعَبون مُرْهَقون، وصار أغنياء المسلمين يتبرّعون بما عندهم، وكان عثمان بن عفان  أكبر المتبرعين لتلك الغزوة، فقد جاء أبو بكر الصديق  بماله كلِّه، وتبرع عمر بن الخطاب  بنصف ماله، وقدَّم الصحابي عثمان بن عفان  أضعاف ما قدّم سواه من الصحابة لتجهيز الجيش الذي أطلق المسلمون عليه اسم جيش العسرة حتى قال رسول الله: «اللهم ارض عن عثمان، فإني عنه راض» وقال أيضاً: «ما ضرَّ عثمان ما عملَ بعد اليوم».

ومع كثرة البذل الذي بذله أغنياء المسلمين، بقي ناس من الصحابة بدون سلاح ولا خيل أو جمال تحملهم إلى تبوك، وكان من هؤلاء الفقراء الذين يريدون الجهاد في سبيل الله، السبعة البكاؤون.
فقد جاءوا إلى الرسول وأخبروه بأنهم يريدون الذهاب معه إلى تبوك، وليس عندهم ما يحملهم إلى هناك. فنظر إليهم الرسولُ واعتذر لهم بأنَّهُ ليس عندَهُ ما يحملُهم عليه. فما كان منهم إلا أن ينصرفوا من عند رسول الله ﷺ وأعينهم تفيض من الدمع حزناً على عدم مشاركتهم في القتال تحت راية رسول الله، فسمّاهم المسلمون: البكائؤون، ذلك بأنهم بكوا عند رسول الله صلى الله عليهِ وسلّم، وبكوا وهم منصرفون من عنده.

وفيما كان اثنان منهم يسيران عائدين وهما يبكيان، رآهما الصحابيُّ يامين بن عمرو فسألهما عما يبكيهما، فقالا له حكايتهما، فأهداهما ببعير ليركبا عليه، كما أعطى كل واحد منهما كمية من التمر. وتحمّس الصحابة الكرام لحال البكّائين، فحمل العباس بن عبد المطلب  رجلين منهم، وحمل عثمان بن عفّان آخرين، وذهبوا جميعاً إلى تبوك.